# Ensaladeta
L'ensaladeta (Sonchus crassifolius) és una espècie de lletsó dins la família asteràcia.
El seu epítet específic crassifolius fa referència al fet que les seves fulles són crasses. Creix en jonqueres i terrenys salins i les seves fulles són comestibles. Fa de 10 a 50 cm d'alt. Floreix de juliol a setembre.
Està distribuïda per la Conca occidental del Mediterrani, incloent Catalunya i el País Valencià.